# Mesegar de Tajo
Mesegar de Tajo ist eine spanische Gemeinde (municipio) in der Provinz Toledo der Autonomen Region Kastilien-La Mancha. 2024 hatte die Gemeinde 200 Einwohner. Die Gemeindefläche beträgt 17,66 km². 

## Lage
Mesegar de Tajo liegt etwa 51 Kilometer westnordwestlich von Toledo und etwa 92 Kilometer südwestlich von Madrid in einer Höhe von ca. 480 m. Der Tajo begrenzt die Gemeinde im Süden. 

## Bevölkerungsentwicklung
| Jahr      | 1970 | 1981 | 1991 | 2001 | 2011 | 2021 |
| --------- | ---- | ---- | ---- | ---- | ---- | ---- |
| Einwohner | 489  | 311  | 235  | 232  | 240  | 206  |

## Sehenswürdigkeiten
- Bartholomäuskirche (Iglesia de San Bartolomé Apóstol)

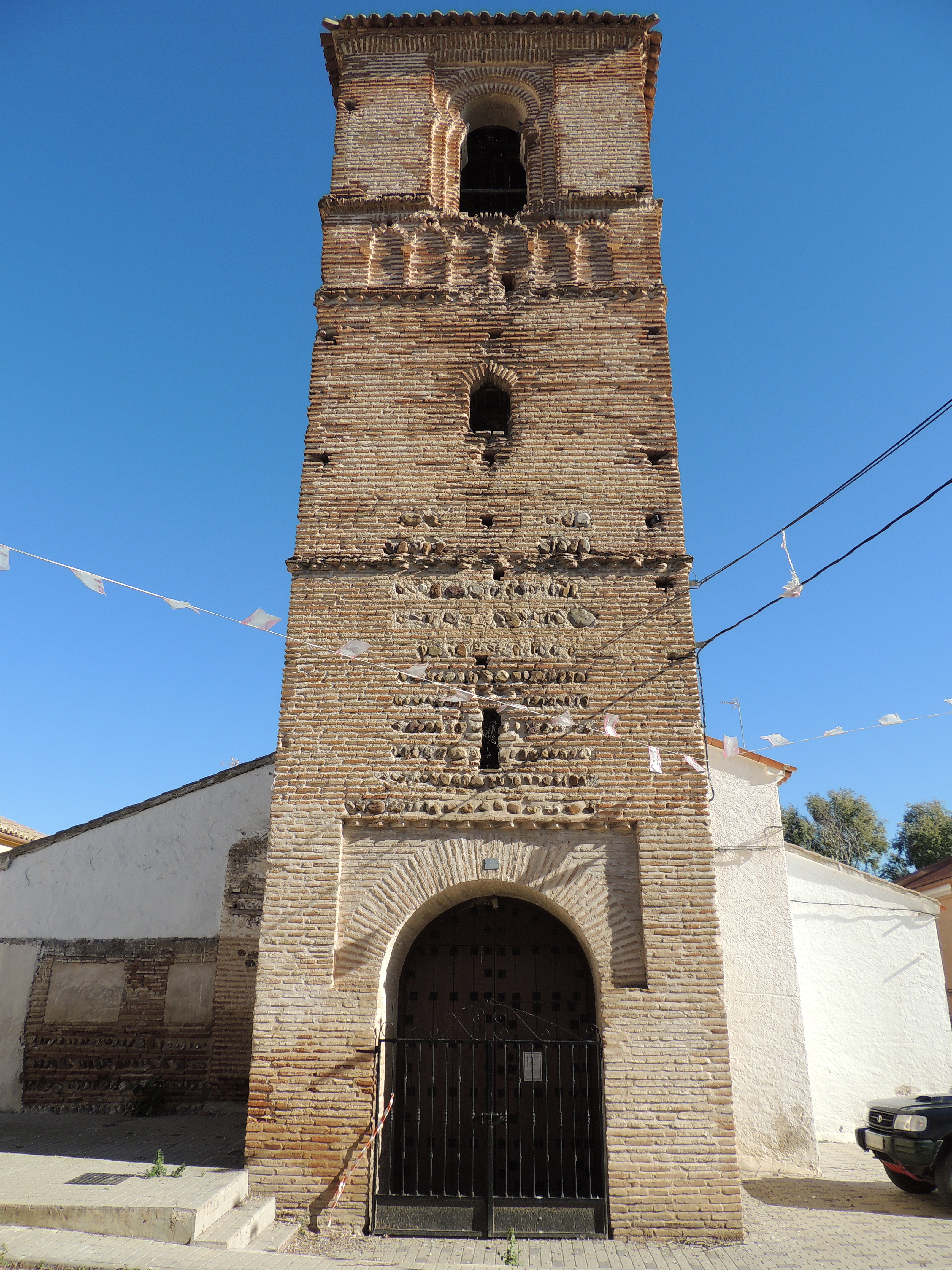
Bartholomäuskirche
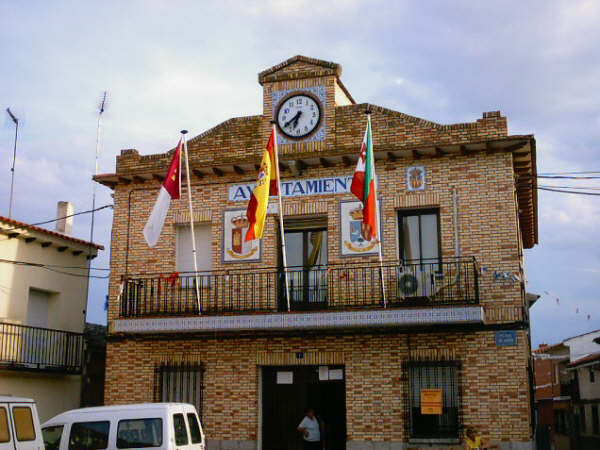
Rathaus